# Équarrissage naturel

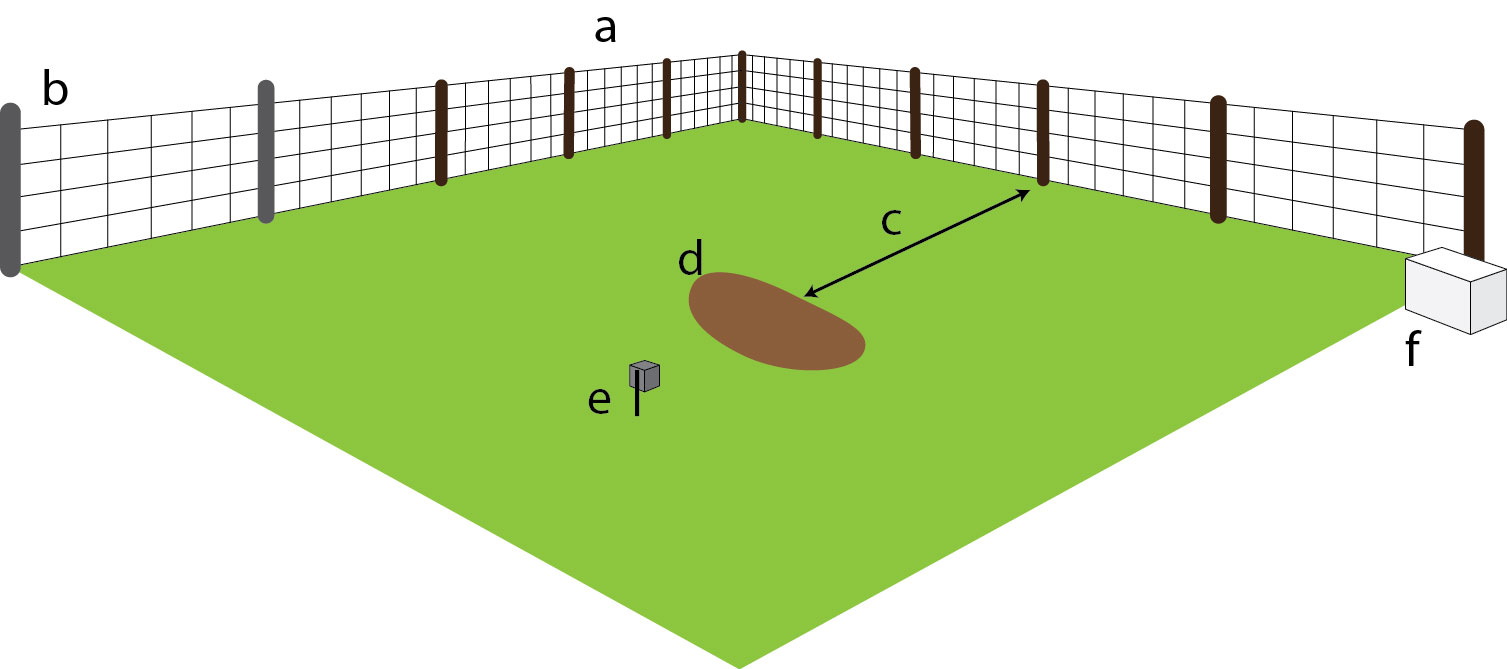
Plan d'une placette individuelle. a : clôture ; b : porte d’accès ; c :distance d'environ 25m ; d : zone de dépôt ; e : système de suivi ; f : système d'électrification

L’équarrissage naturel consiste à collecter et à éliminer les cadavres d'animaux par des moyens autres qu'industriels. Cette activité concerne en premier lieu les animaux domestiques, mais peut concerner tous les cadavres et leurs sous-produits qu'ont à gérer les sociétés humaines : collisions routières, zoo, reste de transformations alimentaires ou autres.
Si dans l'occident moderne l’équarrissage est majoritairement industriel, et fait autant référence à l'activité en elle même qu'à la filière professionnelle qui assure ce service d'intérêt général, cela n'est pas toujours le cas, tant historiquement que géographiquement.
Ainsi de nombreux pays, ont eu ou ont toujours, recours à l'équarrissage naturel, c'est-à-dire à l'utilisation de la faune sauvage pour éliminer les carcasses. Ce service-écosystémique, que l'on pourrait présenter comme une solution fondée sur la nature innovante, n'est finalement qu'un retour à d'anciennes pratiques agricoles, encadrées par une législation moderne.
L’équarrissage naturel sert autant aux éleveurs qu'aux animaux sauvages de la guilde des nécrophages, souvent menacés par ailleurs. L’équarrissage naturel repose en premier lieu sur les vautours et en particulier ceux du genre Gyps, à l'instar du vautour fauve, qui consomment les chairs molles, comme les muscles et les viscères.

## Historique
Les vautours ont toujours été associés au pastoralisme. Comme le notaient déjà les Romains « Ubi pecora, ibi vultures » (« Là où il y a des troupeaux, il y a des vautours »). En plus des animaux sauvages et des animaux domestiques mourant en extérieur, plusieurs cultures ont systématisé le recours aux vautours pour faire disparaitre les cadavres. On peut noter le cas de l’Inde qui accueillait environ 50 millions de vautours (avant l’effondrement de leur population) et dont la quasi-totalité de l’équarrissage reposait sur les vautours. En Afrique, les vautours assurent toujours l’élimination de la majorité des carcasses, qu’elles proviennent du bétail ou de la faune sauvage.
En Europe les vautours sont aussi largement utilisés dans les zones où ils sont présents. L’arrivée de l’hygiénisme et la mise en place de services d’équarrissage industriel se substituent peu à peu aux vautours. En France, la loi Martel de 1902 commence à encadrer la gestion des cadavres. En 1942 est mis en place le Service public de l’Équarrissage, interdisant de fait les dépôts incontrôlés de cadavres d’animaux. Les lois du 31 décembre 1975 puis du 26 décembre 1996 ont conforté cette réglementation en étendant ce service à l’ensemble des déchets et sous-produits animaux.
À l’échelle européenne, après les crises de la vache folle et de la tremblante du mouton, les charniers à ciel ouvert sont interdits le 12 mai 2003.
L’Espagne, notamment, utilisait encore beaucoup les vautours comme équarrisseurs, pour des raisons économiques, et continue de tolérer ces charniers pendant quelques années. Le 23 septembre 2005 la Commission européenne amende le texte pour permettre le nourrissage des nécrophages. Contre toute attente, l’Espagne se décide alors à appliquer la loi de 2003, sans tenir compte de l’amendement de 2005, et ferme brutalement tous ses charniers. La population espagnole de vautours, alors estimée à environ 24 000 couples, se retrouve en difficulté. La Commission européenne a reprécisé que sa directive permettait des dérogations en Espagne, au Portugal, en France, en Italie et en Grèce, si les carcasses offertes à la faune sauvage ne présentaient aucun risque pour la santé et sont exemptes du prion de l’ESB. L’Espagne a finalement utilisé cette dérogation via un Décret royal, mettant un terme au problème. Le 24 avril 2009, le parlement européen a voté l’autorisation d’utilisation des carcasses d’animaux pour nourrir les rapaces nécrophages.
Pour soutenir les premiers programmes de réintroduction en France, des charniers collectifs ont été créés à partir de 1981. La législation évolue à partir de l’arrêté du 7 août 1998 relatif à l’élimination des cadavres d’animaux et au nourrissage des rapaces nécrophages, cet arrêté permet aux agriculteurs de posséder leur propre placette d’équarrissage sur leurs terres qu’ils gèrent en autonomie. Par la suite, d’autres règlements viendront préciser les conditions de création et de suivi de ces installations. Les placettes individuelles d’équarrissage naturel sont globalement composées d’une zone de dépôt au centre, entouré d’une clôture dans un rayon de 50 m. L’objectif étant d’empêcher les chiens ou d’autres animaux de trainer la carcasse en dehors de l’aire prévue à cet effet, tout en laissant suffisamment de place aux vautours pour se poser et redécoller. Les dimensions peuvent donc varier dans les faits en fonction de la topographie et de la végétation. Ces placettes doivent être à bonne distance des cours d'eau ou des habitations et leur emplacement doit garantir la tranquillité et la sécurité des oiseaux,. En 2022, on compte environ deux cents placettes individuelles en France.

## Règlementation en France

### Arrêté du 7 août 1998
Après des années de négociations, une modification des articles 264 à 271 du Code rural permet la mise en place de charniers destinés aux rapaces nécrophages.
Il prévoit ainsi dans le cadre du suivi scientifique de la réintroduction ou de la sauvegarde de certaines espèces animales menacées, d’autoriser des dépôts de cadavres d’animaux dans des charniers destinés au nourrissage des rapaces nécrophages.
Ces charniers ne doivent pas être à moins de 500 m d'habitations ou de locaux habituellement occupés par des tiers, des stades, des terrains de camping agréés (cette distance peut être ramenée à 200 m sur dérogation), ni à moins de 200 m des puits, des forages, des sources, des aqueducs en écoulement libre, des berges de cours d’eau.
L’installation doit empêcher les infiltrations et le ruissellement des jus et être clôturée pour garantir l’impossibilité aux animaux errants de sortir des morceaux. Les dépôts sont limités à 500 kg.
Cet arrêté définit aussi les règles pour créer une placette, toujours en vigueur aujourd’hui. Une demande de dérogation doit être adressée au préfet, après avis des services vétérinaires. La demande doit contenir :
- l’identité et le domicile du demandeur et, s’il s’agit d’une association, l’identité et la qualité du signataire ;
- la justification du charnier ;
- l’emplacement précis du charnie r;
- les modalités techniques prévues pour garantir le respect de la règlementation (cf. ci-dessus) ;
- les modalités techniques d’approvisionnement du charnier ;
- la nature des produits qui y sont entreposés ;
- la liste des élevages à partir desquels est mise en place la collecte.

### Règlement 1774/2002/CE
Ce règlement fixe les règles sanitaires applicables aux sous-produits animaux non destinés à la consommation humaine. Les cadavres d’animaux, dont ceux d’animaux d’élevage, y sont visés. Il apporte donc une réponse à la Commission des Communautés européennes aux crises d’épizooties (fièvre aphteuse, encéphalopathies spongiformes transmissibles telles que l’encéphalopathie spongiforme bovine [ESB], peste porcine…) qui ont marqué l’Europe ces dernières années. Le texte prévoit tout de même des dérogations « pour l’alimentation d’espèces d’oiseaux nécrophages menacées d’extinction ou protégées ».

### Règlement n°142/2011/CE
Ce règlement modifie le règlement (CE) n°1774/2002 et offre plus de marge de manœuvre aux gestionnaires. Il autorise l’utilisation des matières de catégorie 1 consistant en cadavres entiers ou parties d’animaux morts pour l’alimentation d’espèces d’oiseaux nécrophages menacées sur des placettes de nourrissage ou en dehors, en l’absence de collecte de cadavre (par exemple sur des estives difficiles d’accès).

### Habilitations
L’équarrissage naturel étant autorisé par dérogation dans le cadre de suivis scientifiques, de programmes de réintroduction ou de sauvegarde d'espèces menacées, ce sont généralement les structures chargées de ces programmes sur les territoires qui créent les placettes :
- les associations de protection de la nature, par exemple la Ligue pour la protection des oiseaux, Vautours en Baronnie, Nature En Occitanie, Pyrénées Vivantes, etc. ;
- les parcs nationaux comme ceux des Pyrénées, des Cévennes, du Mercantour, etc. ;
- les parcs naturels régionaux tels que ceux du Vercors, du Lubéron, des Grands Causses, etc. ;
- les réserves naturelles comme la Réserve naturelle nationale des hauts plateaux du Vercors ;
- des établissements publics (Syndicat Mixte de Gestion…), par exemple la Communauté de communes des Cévennes gangeoises et suménoises.

Les éleveurs passent généralement par ces structures pour monter leur dossier et déposer une demande de création de placette auprès des services de l’État. Seuls les animaux d'élevage de l'exploitation agricole sont admis sur la placette (et pas ceux d'élevage de voisins), sont interdits également les chats, les chiens, les déchets de chasses, etc.
À l'heure actuelle les particuliers ne peuvent pas recourir à l’équarrissage naturel en France, pour un cheval ou un animal de compagnie par exemple.

## Les placettes

### Charniers collectifs
Créées dans le cadre de programmes de réintroduction, elles ont un double objectif. D’une part, proposer de la nourriture proche des sites de lâchers pour fixer les animaux et permettre l’établissement d’une population. D’autre part, assurer l’accès à une nourriture saine dans des sites exempts de toute menace. Le ramassage des animaux morts dans les exploitations agricoles est alors assuré par les opérateurs des programmes de conservation : association (LPO, fédération de chasse de Lozère, Vautours en Baronnies), Parc national des Cévennes, Parc naturel régional du Vercors ou du Luberon par exemple. Certains charniers sont toujours en activité. D’une part car ils offrent la possibilité de capturer facilement des oiseaux pour les équiper de bagues ou de balises GPS dans le cadre de suivis scientifiques et permettent ensuite des contrôles réguliers des individus marqués et, d’autre part, car ils permettent à des éleveurs ne pouvant bénéficier d’une placette individuelle (exploitation encaissée en fond de vallée, présences de cours d’eau ou d’habitations trop proches, etc.) de tout de même bénéficier de l’équarrissage naturel. On en compte une dizaine en France en 2024. Chez les Espagnols, en Aragon, on comptait 55 charniers actifs en 2021.

### Placettes de recyclage individuelles

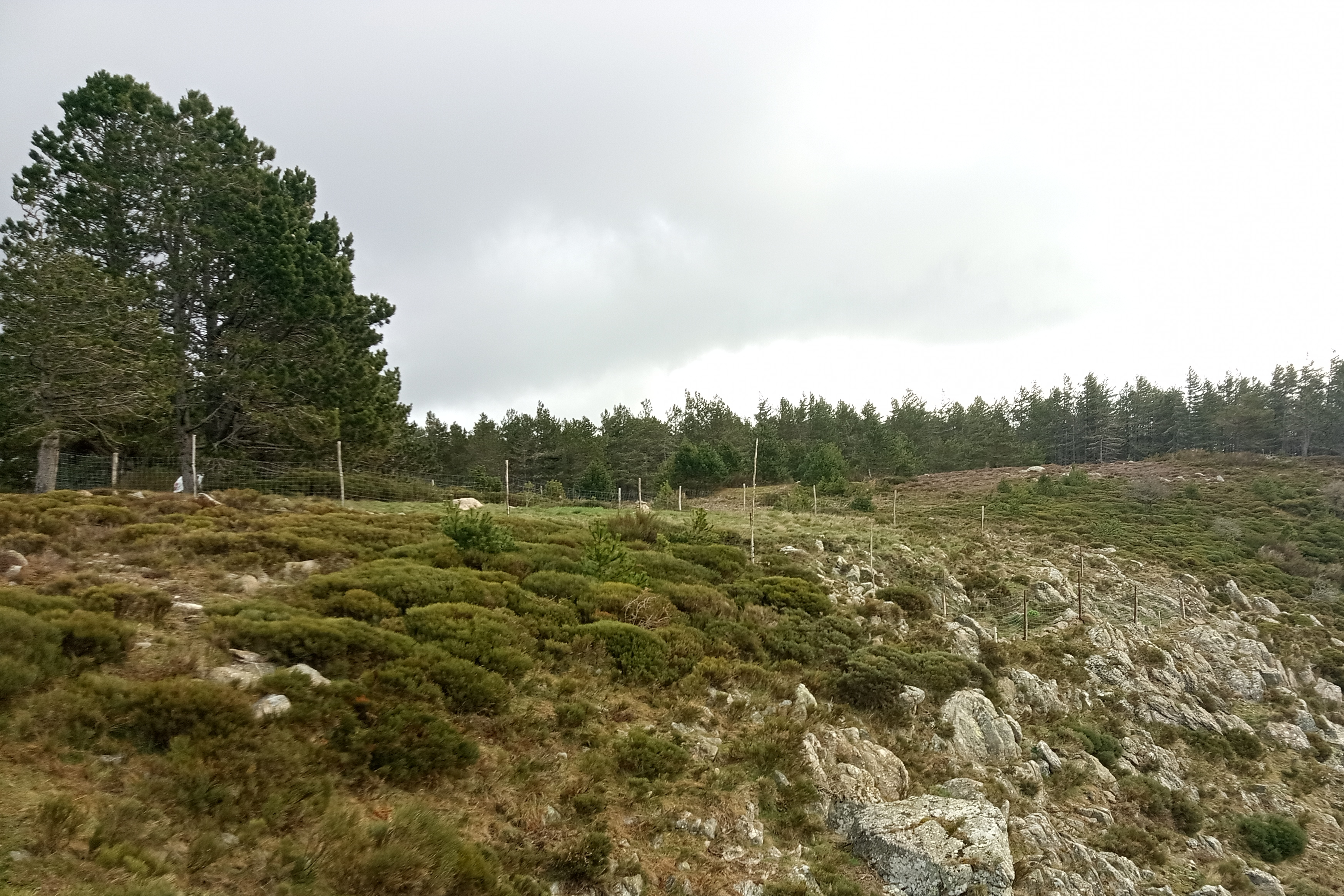
Placette de nourrissage spécifique pour le Gypaète barbu

Les placettes individuelles appartiennent aux éleveurs et sont directement gérées par eux. Ils assurent les dépôts lorsqu’ils ont de la mortalité dans leurs troupeaux, l’entretien de la placette et rendent compte directement aux services vétérinaires des dates et quantités déposées. Ce modèle est en plein développement, notamment depuis l’évolution législative de 2011. La création de placettes individuelles est plébiscitée par l’ensemble des acteurs concernés. Du point de vue des vautours, cela permet de retrouver une imprévisibilité de la ressource alimentaire, tant au niveau spatial que temporel. Contrairement à des charniers présents au cœur des colonies, le système des placettes les forces à parcourir leur territoire, dans lequel ils trouvent aussi des animaux sauvages ou domestiques morts à l’herbe. Du point de vue des agriculteurs, cette gestion en autonomie permet d’alléger la gestion des cadavres. De plus les cadavres sont souvent évacués plus rapidement que grâce à des tournées d’équarrissage qui peuvent mettre plusieurs jours à arriver. Les placettes individuelles sont bien acceptées localement et participent à la réappropriation des vautours par les populations locales. On compte environ deux cents placettes de recyclage individuelles en 2024, mais des programmes comme le Life GypAct prévoient de favoriser leur développement en proposant d’aider les éleveurs dans la création de leur placette. D’abord développées dans la région des Grands Causses, les placettes individuelles se développent ensuite dans les Préalpes, mais aussi dans les Pyrénées,. À l'inverse de l'Aragon, la Navarre a fait le choix de ne pas passer par des charniers collectifs, mais a autorisé la création de 1 650 placettes individuelles sur son territoire, en faisant le plus important réseau d'équarrissage naturel structuré et encadré légalement au monde .

### Placettes de nourrissage spécifique
Certaines espèces, comme le Percnoptère, le Gypaète barbu ou les milans, bénéficient de placettes spécifiques. Elles sont alimentées par les opérateurs des programmes de conservation, avec des aliments spécifiques comme des os. Elles ont directement pour but de soutenir un ou plusieurs couples pendant la période de reproduction ou d’assurer la sécurité alimentaire de ces espèces fragile le long des corridors de déplacements. On en compte une trentaine en France en 2024.

## Avantages socio-économiques

### Avantages économiques
Pour les éleveurs, l'utilisation de l’équarrissage naturel ouvre droit à une réduction de 60 % de la CVO sur l’équarrissage, ce qui représenterait par exemple une économie d’environ 350 000 € pour les éleveurs des Alpes si le dispositif était généralisé. Elle leur permet de se débarrasser rapidement des cadavres dans des secteurs souvent enclavés et mal desservis par les équarrisseurs industriels, où il leur faut parfois attendre plusieurs jours pour que les cadavres soient évacués. L'autogestion des placettes individuelles permet aussi une organisation de l’équarrissage plus simple et moins chronophage pour les éleveurs qui en bénéficie.
Le service public de l’équarrissage est soumis à des tensions croissantes : concentration des acteurs, baisse de rentabilité dans certains secteurs, hausse du prix de l'énergie due à des crises géopolitiques, augmentation périodique des volumes à traiter due à des épizooties, etc. Afin d'améliorer la robustesse du système d’équarrissage actuel, un rapport du ministère de l'Agriculture de 2023 recommande ainsi de favoriser la mise en œuvre de solutions alternatives, comme le recours à l’équarrissage naturel.

### Avantage pour laconservation

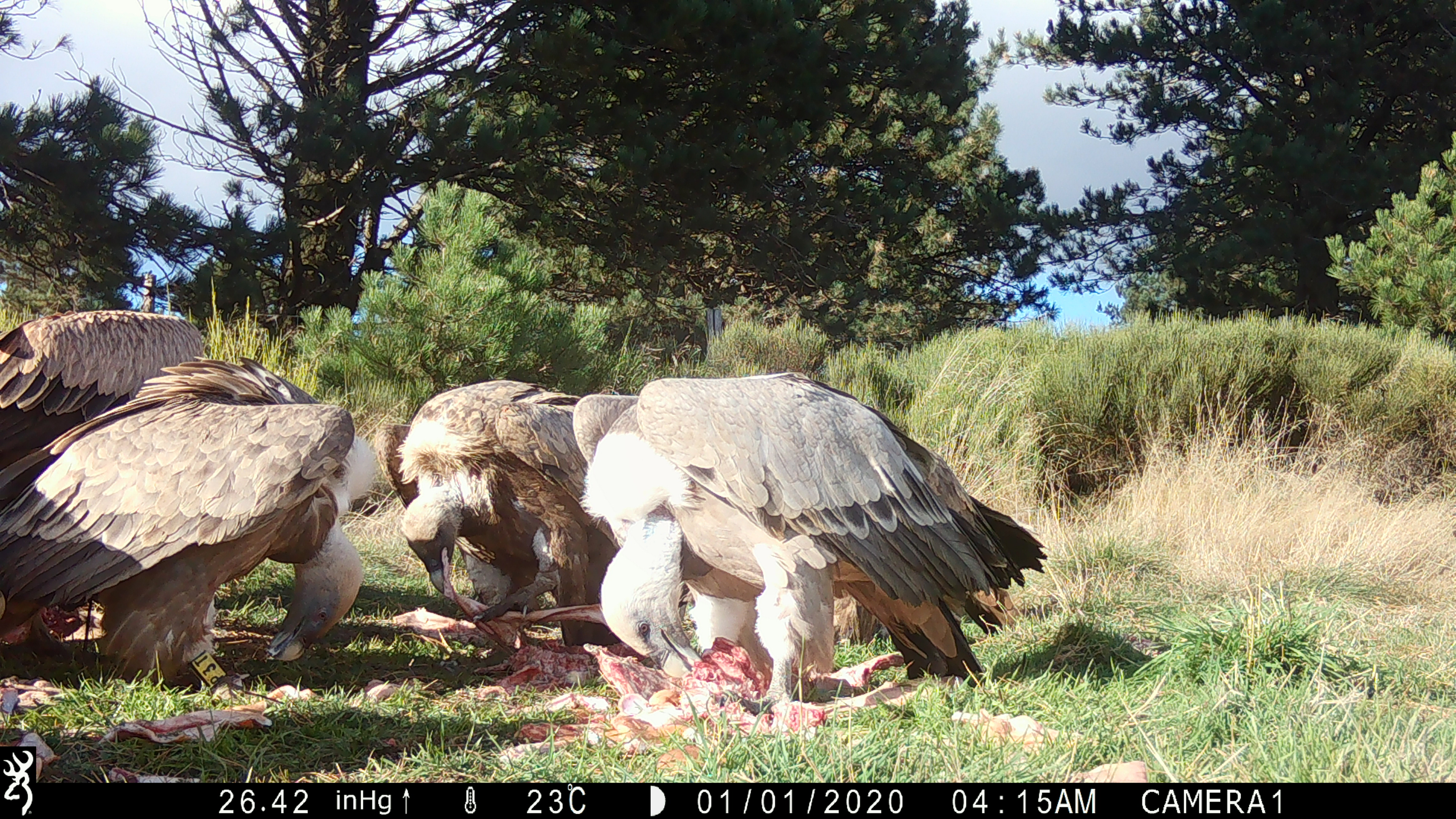
Un vautour fauve bagué [P3T] pris au piège photo sur une placette d’équarrissage naturel

Du point de vue des nécrophages, ces placettes assurent un apport alimentaire sain, sans risque d’intoxication par des poisons ou du plomb. En plus des animaux qui meurent à l’herbe, les placettes rendent disponibles les animaux qui meurent en stabulation. La biomasse des animaux domestiques est désormais bien supérieure à celle des animaux domestiques, la faune sauvage se retrouve ainsi privée d'une partie de ses ressources alimentaires historiquement accessibles sur les territoires. La mise en place de l’équarrissage naturel permet de rendre l’accès à cette ressource à la guilde des nécrophages. Enfin, le réseau d’équarrissage naturel participe à l’appropriation des nécrophages par les éleveurs et la population locale, à leur connaissance et à leur acceptation,,,,.

### Rôleprophylactique
En plus de leur action directe sur les placettes, des populations dynamiques de charognards sur un territoire permettent l'élimination rapide des carcasses quelle que soit leur origine : bétail mort dans des zones inaccessibles ou faune sauvage. Cela évite la putréfaction des corps et la potentielle contamination du sol et des eaux, par ruissellement ou infiltration. Par la consommation rapide des carcasses, les vautours et autres nécrophages évitent aussi la propagation des maladies, détruisant les chairs en putréfaction avant la sporulation des bactéries ou l'émergence de diptères, pouvant par exemple répandre le charbon,,,.
La présence de nécrophages spécialisés limite aussi, par compétition, le développement de populations de charognard opportunistes, comme les chiens ou les rats, et les conséquences désastreuses qu'elles peuvent avoir comme le montre tristement l'exemple indien, où la disparition des nécrophages a conduit à une surmortalité humaine d’environ 100 000 morts supplémentaires par an sur leur territoire.

### Impact environnemental
Les placettes permettent de réduire fortement les émissions de CO² liées à l’équarrissage (transport et incinération), mais aussi d'autres gaz à effet de serre, les particules fines ou encore le traitement des eaux utilisées pour nettoyer les véhicules de transports ou les infrastructures. Les charniers collectifs divisent les émissions par entre 2 et 5 par rapport à l’équarrissage industriel. Les placettes de recyclage individuelles constituent la méthode d'équarrissage la plus écologique, car elles éliminent les émissions de gaz à effet de serre due au traitement des cadavres, mais aussi aux déplacements des véhicules de collecte. Les émissions sont ainsi divisées par dix dans le cas des placettes individuelles, ce qui représenterait par exemple une diminution jusqu'à 104 000 tonnes d'équivalent CO²/an pour les Alpes si le dispositif était généralisé.

## La guilde des nécrophages
De nombreux organismes dépendent des carcasses pour effectuer tout ou partie de leur cycle de vie. On peut par exemple penser à la mouche bleue, aux nécrophores ou aux Abeilles vautours. De nombreux organismes non spécialisés peuvent, par opportunisme, consommer des cadavres, comme le cuivré commun , le sanglier d'Europe, le rat brun, ou les chiens par exemple. Cela dit, l'équarrissage naturel repose avant tout sur les oiseaux, qui compte plusieurs espèces spécialisées dans la nécrophagie et qui peuvent  consommer rapidement de grandes quantités de nourriture.
Les textes européens autorisent le recours à l'équarrissage naturel dans les zones de présence des espèces suivantes, tant pour assurer une destruction rapide des carcasses que pour soutenir les programmes de conservation :
- l’Aigle royal (Aquila chrysaetos) ;
- le Gypaète barbu (Gypaetus barbatus) ;
- le Milan noir (Milvus migrans) ;
- le Milan royal (Milvus milvus) ;
- le Pygargue à queue blanche (Haliaeetus albicilla) ;
- le Vautour fauve (Gyps fulvus) ;
- le Vautour moine (Aegypius monachus) ;
- le Vautour percnoptère (Neophron percnopterus).

À cela s'ajoute d'autres espèces qui fréquentent les placettes, bien qu'elles ne soient pas visées directement par ces mesures de conservation :
- l'Aigle de Bonelli (Aquila fasciata) ;
- le Busard des roseaux (Circus aeruginosus) ;
- la Buse variable (Buteo buteo) ;
- le Choucas des tours (Coloeus monedula) ;
- la Corneille noire (Corvus corone) ;
- le Grand Corbeau (Corvus corax) ;
- la Pie bavarde (Pica pica).